# Sánchez-Casal Cup 2024 - Doppio
Il doppio del torneo di tennis professionistico Sánchez-Casal Cup 2024, facente parte della categoria Challenger 75 nell'ambito dell'ATP Challenger Tour 2024, si è giocato dal 1° al 7 aprile a Barcellona, in Spagna. Tra le sedici coppie di partecipanti erano assenti Harri Heliövaara e Roman Jebavý, i detentori del titolo.
In finale Daniel Rincón e Oriol Roca Batalla hanno sconfitto Jakob Schnaitter e Mark Wallner con il punteggio di 5–7, 6–4, [11–9].

## Teste di serie
1. Aisam-ul-Haq Qureshi  /  David Vega Hernández (semifinale)
2. Filip Bergevi /  Mick Veldheer (quarti di finale)

1. Jakob Schnaitter /  Mark Wallner (finale)
2. Daniel Rincón /  Oriol Roca Batalla (campioni)

## Wildcard
1. Sathi Reddy Chirala /  Nick Hardt (primo turno)

1. Samuel Balfour Domínguez /  Haruto Ishikawa (primo turno)

## Tabellone

### Legenda
| - Q = Qualificato - WC = Wild card - LL = Lucky loser | - ALT = Alternate - SE = Special Exempt - PR = Protected Ranking | - w/o = Walkover - r = Ritirato - d = Squalificato |

|  | Primo turno | Primo turno                           | Primo turno                           | Primo turno          | Primo turno          |  |  | Quarti di finale | Quarti di finale               | Quarti di finale               | Quarti di finale          | Quarti di finale          |    |      | Semifinali | Semifinali                       | Semifinali             | Semifinali                    | Semifinali |   |     | Finale | Finale | Finale | Finale | Finale |  |
|  |             |                                       |                                       |                      |                      |  |  |                  |                                |                                |                           |                           |    |      |            |                                  |                        |                               |            |   |     |        |        |        |        |        |  |
|  | 1           | A-u-H Qureshi D Vega Hernández        | A-u-H Qureshi D Vega Hernández        | 7                    | 6                    |  |  |                  |                                |                                |                           |                           |    |      |            |                                  |                        |                               |            |   |     |        |        |        |        |        |  |
|  |             | I Gakhov R Nijboer                    | I Gakhov R Nijboer                    | 62                   | 2                    |  |  | 1                | A-u-H Qureshi D Vega Hernández | A-u-H Qureshi D Vega Hernández | 6                         | 6                         |    |      |            |                                  |                        |                               |            |   |     |        |        |        |        |        |  |
|  | WC          | SR Chirala N Hardt                    | SR Chirala N Hardt                    | 1                    | 2                    |  |  |                  | K Drzewiecki S Walków          | K Drzewiecki S Walków          | 4                         | 2                         |    |      |            |                                  |                        |                               |            |   |     |        |        |        |        |        |  |
|  |             | K Drzewiecki S Walków                 | K Drzewiecki S Walków                 | 6                    | 6                    |  |  |                  |                                |                                |                           |                           |    |      | 1          | A-u-H Qureshi D Vega Hernández   | 7                      | 3                             | [3]        |   |     |        |        |        |        |        |  |
|  | 4           | D Rincón O Roca Batalla               | D Rincón O Roca Batalla               | 6                    | 6                    |  |  |                  |                                | 4                              | D Rincón O Roca Batalla   | 64                        | 6  | [10] |            |                                  |                        |                               |            |   |     |        |        |        |        |        |  |
|  |             | B Harris H Squire                     | B Harris H Squire                     | 3                    | 4                    |  |  | 4                | D Rincón O Roca Batalla        | 6                              | 4                         | [10]                      |    |      |            |                                  |                        |                               |            |   |     |        |        |        |        |        |  |
|  |             | F Duda V Sachko                       | F Duda V Sachko                       | 6                    | 6                    |  |  |                  | F Duda V Sachko                | 3                              | 6                         | [7]                       |    |      |            |                                  |                        |                               |            |   |     |        |        |        |        |        |  |
|  |             | J Barranco Cosano N Sanchez Izquierdo | J Barranco Cosano N Sanchez Izquierdo | 3                    | 2                    |  |  |                  |                                |                                |                           |                           |    |      | 4          | Daniel Rincón Oriol Roca Batalla | 5                      | 6                             | [11]       |   |     |        |        |        |        |        |  |
|  |             | O Krutykh R Strombachs                | 6                                     | 2                    | [10]                 |  |  |                  |                                |                                |                           |                           |    |      |            |                                  | 3                      | Jakob Schnaitter Mark Wallner | 7          | 4 | [9] |        |        |        |        |        |  |
|  | WC          | S Balfour Domínguez H Ishikawa        | 1                                     | 6                    | [6]                  |  |  |                  | O Krutykh R Strombachs         | O Krutykh R Strombachs         | 1                         | 1                         |    |      |            |                                  |                        |                               |            |   |     |        |        |        |        |        |  |
|  |             | A Merino C Negritu                    | 6                                     | 5                    | [7]                  |  |  | 3                | J Schnaitter M Wallner         | J Schnaitter M Wallner         | 6                         | 6                         |    |      |            |                                  |                        |                               |            |   |     |        |        |        |        |        |  |
|  | 3           | J Schnaitter M Wallner                | 4                                     | 7                    | [10]                 |  |  |                  |                                |                                |                           |                           |    |      | 3          | J Schnaitter M Wallner           | J Schnaitter M Wallner | 79                            | 6          |   |     |        |        |        |        |        |  |
|  |             | A Barroso Campos M Geerts             | A Barroso Campos M Geerts             | 6                    | 6                    |  |  |                  |                                |                                | A Barroso Campos M Geerts | A Barroso Campos M Geerts | 67 | 3    |            |                                  |                        |                               |            |   |     |        |        |        |        |        |  |
|  |             | G Debru T McCormick                   | G Debru T McCormick                   | 3                    | 4                    |  |  |                  | A Barroso Campos M Geerts      | A Barroso Campos M Geerts      | 6                         | 6                         |    |      |            |                                  |                        |                               |            |   |     |        |        |        |        |        |  |
|  |             | Bye                                   | Bye                                   | Bye                  | Bye                  |  |  | 2                | F Bergevi M Veldheer           | F Bergevi M Veldheer           | 3                         | 4                         |    |      |            |                                  |                        |                               |            |   |     |        |        |        |        |        |  |
|  | 2           | F Bergevi M Veldheer                  | F Bergevi M Veldheer                  | F Bergevi M Veldheer | F Bergevi M Veldheer |  |  |                  |                                |                                |                           |                           |    |      |            |                                  |                        |                               |            |   |     |        |        |        |        |        |  |